# Genealogía del feminismo
La expresión genealogía del feminismo hace referencia al origen teórico y tradición del feminismo en tanto que pensamiento feminista, así como a la recuperación de la memoria histórica del feminismo en cuanto que movimiento de transformación social que se desarrolla al hilo de distintas teorías (universalismo, marxismo, liberalismo, etc), dando lugar a que se hable, en plural, de feminismos.

## Feminismo e Ilustración
Los estudios europeos vinculan Ilustración y feminismo, en cuanto que lucha por la igualdad y proyecto emancipatorio. Los referentes teóricos propios del feminismo se encuentran en la Ilustración, ahora bien, esta vinculación ha de entenderse en el sentido que gráficamente define Amelia Valcárcel cuando afirma que el feminismo es «un hijo no querido de la Ilustración». En esta línea de pensamiento Celia Amorós explica que: 

La Ilustración, a pesar de su incoherencia para con las mujeres abrió de par en par la vía para irracionalizar dicha incoherencia y para que las mujeres sacaran consecuencias pertinentes de los ideales universalistas de igualdad y libertad

Las ideas universales de sujeto de conocimiento, sujeto moral, individuo, ciudadano, igualdad, que se desarrollaron durante la Ilustración, excluyeron, no obstante su universalidad, a las mujeres. Hasta entonces, las quejas de las mujeres se expresaron en lo que se conoce como memorial de agravios. Pero a partir de la Ilustración, fue posible articular lo que se conoce como «vindicación», esto es, la denuncia unida a la demanda de igualdad. 

### Vetas de Ilustración
La Ilustración en cuanto que feminista, se define como "procesos crítico reflexivos" a los que, siguiendo a Celia Amorós, se les llama "vetas de Ilustración". Pues bien, se considera que estas vetas se pueden hallar en otras culturas, pudiendo haber otros orígenes ilustrados de feminismo. Amorós analiza las vetas en el islam Por su parte,  Alejandra Ciriza en su ponencia sobre feminismos en América Latina expone las notas para una genealogía feminista en América Latina Otras autoras abordan la cuestión de los feminismos latinoamericanos, bajo la perspectiva geohistórica.

## Genealogías femeninas
También se emplea el término genealogía en la línea del pensamiento feminista de la diferencia sexual, si bien la expresión que utilizan es la de «genealogías femeninas». 

La metáfora genealógica evoca y motiva la posibilidad de que cada mujer se inscriba en una filiación femenina,reconociendo a las mujeres que vinieron al mundo antes que ella y a las que han llegado después